# Haïdar el Ali
Haïdar el Ali (Louda, 27 de janeiro de 1953) é um ambientalista e político senegalês, ex-ministro do meio-ambiente daquele país e responsável direto por um programa de reflorestamento que, com a ajuda das populações locais, plantou até 2019 mais de cento e cinquenta milhões de árvores no Delta do Casamansa num período de dez anos. Esta é considerada a maior iniciativa de reflorestamento do mundo.
À frente da ONG Océanium, el Ali, senegalês de ascendência libanesa, começou em 2006 um projeto de recuperação do manguezal no Delta do Saloum, uma iniciativa que despertou o interesse da multinacional francesa Danone, interessada em compensar suas emissões de carbono — que financiou o projeto de 2006 a 2012, ano em que abriu seu fundo de investimento ambiental para outras empresas (como Crédit Agricole, Hermès, Mars Corp. ou Michelin) que passaram então a financiar o projeto.
Apesar do sucesso da iniciativa, que além do sequestro de carbono propiciou a retomada do plantio de arroz em áreas que foram inviabilizadas pela água do mar, a pesquisadora Marie-Christine Cormier-Salem publicou em 2017 um estudo onde aponta que as comunidades locais teriam sido expropriadas e somente teriam uma garantia de ter para seus filhos algum resultado com a recuperação dos mangues — crítica que foi rebatida pelos responsáveis pelo fundo de investimentos internacional.